# مسحور کردن
مسحور کردن نام چهارمین آلبوم استودیویی گروه موسیقی هوی متال ارمنی-آمریکایی سیستم آو ا داون است که توسط امریکن رکوردینگز و کلمبیا رکوردز در ۱۷ مه ۲۰۰۵ عرضه شد. هنگام عرضه‌اش، این آلبوم به‌طور گسترده‌ای توسط منتقدان ستوده شد.
با داشتن طول ۲۶ دقیقه، این آلبوم کوتاه‌ترین آلبوم گروه است.